# Landesinstitut für Schulentwicklung

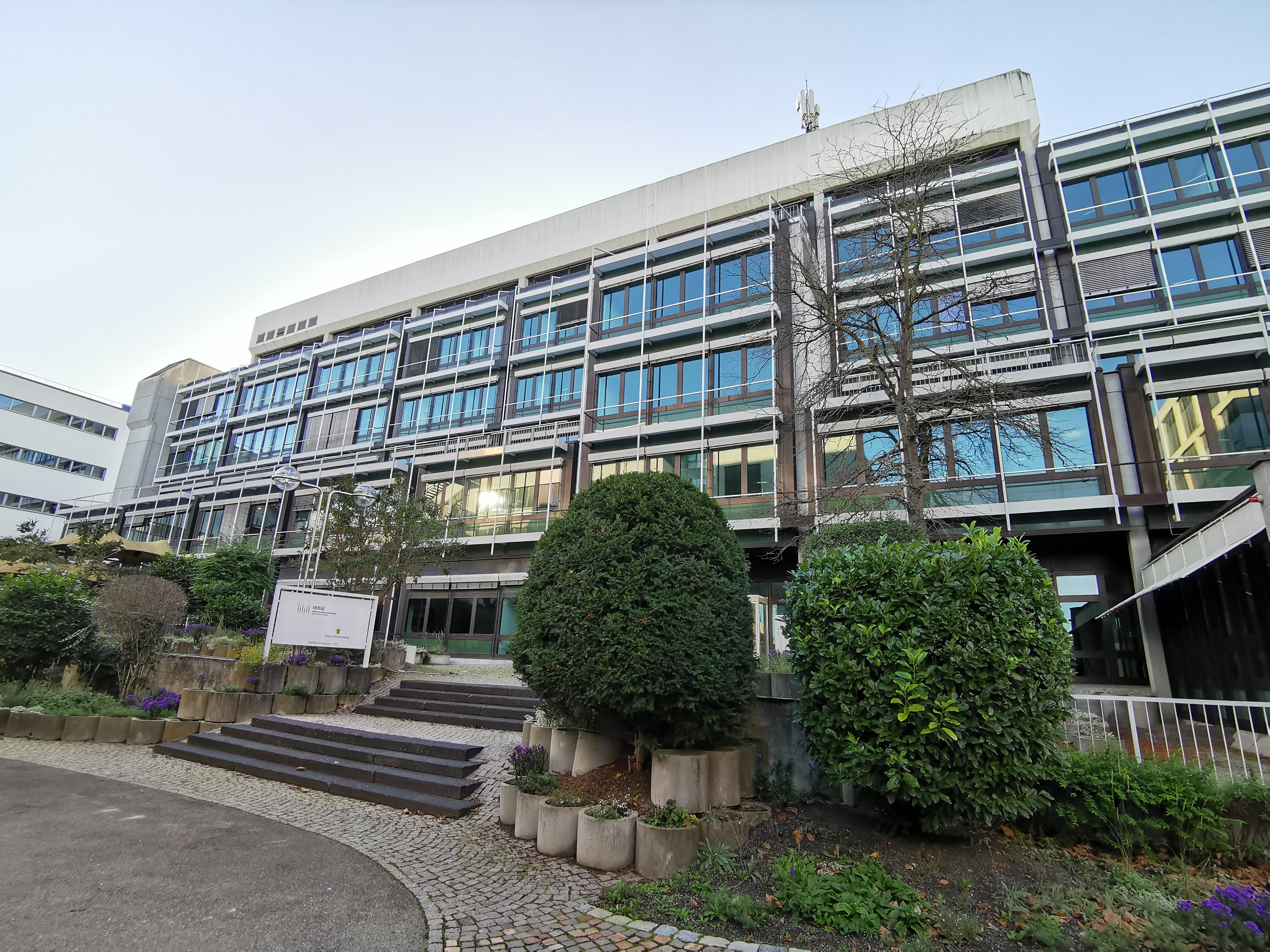
Gebäude des ehemaligen Landesinstituts für Schulentwicklung

Das Landesinstitut für Schulentwicklung (LS) war von 2005 bis 2019 eine Anstalt des öffentlichen Rechts des Landes Baden-Württemberg mit Sitz in Stuttgart, die dem Ministerium für Kultus, Jugend und Sport Baden-Württemberg (KM) unterstand. Die Gründung erfolgte auf Grundlage des Gesetzes zur Errichtung des Landesinstituts für Schulentwicklung.
Das LS wurde zum 28. Februar 2019 auf Grundlage des Gesetzes zur Umsetzung des Qualitätskonzepts für die öffentlichen Schulen in Baden-Württemberg, Artikel 3, aufgelöst. Gesamtrechtsnachfolger ist das Land Baden-Württemberg, wobei Teile des LS zum 1. März 2019 in das Zentrum für Schulqualität und Lehrerbildung (ZSL), andere Teile in das Institut für Bildungsanalysen Baden-Württemberg (IBBW) übergingen.

## Geschichte
Die Geschichte des Instituts für Schulentwicklung reicht bis in die Mitte des 19. Jahrhunderts zurück. Die erste vergleichbare Institution wurde 1910 gegründet: das so genannte „Württembergische Schulmuseum“ in den Räumen des Eberhard-Ludwig Gymnasiums in Stuttgart. Es handelte sich um eine Sammlung der zugelassenen Schulbücher.
Rund zehn Jahre später entwickelte es sich zur „Landesanstalt für den Physikunterricht“ (1920) weiter, gefördert von der Robert-Bosch-Stiftung. Diese erstellte zum Beispiel Mustersammlungen und Musterausstattung für den Einsatz im naturwissenschaftlichen Unterricht.
Darauf folgte die „Württembergische Landesanstalt für Erziehung und Unterricht“ (LEU) (1924), die sich neben dem Lehr- und Lernmittelbereich auch pädagogischen Fragestellungen widmete.
Im Jahr 1965 wurde die württembergische Landesanstalt für den Physikunterricht in „Landesanstalt für den naturwissenschaftlichen Unterricht“ (LNU) umbenannt und ihr Aufgabenbereich erweitert.
im Februar 1970 gründete sich nach der Veröffentlichung des Strukturplans für das Bildungswesen im Frühjahr desselben Jahres das „Institut für Bildungsplanung und Studieninformation“ (IBS). Das IBS entstand durch die Zusammenlegung von LEU und LNU. In dem Institut wurde der politisch-administrative Verantwortungsbereich mit der Bildungswissenschaft und der Praxis vereinigt.
1977 wurden die drei Partner, als unmittelbarer Vorgänger des neuen LS, in das Landesinstitut (zunächst Landesstelle) für Erziehung und Unterricht (LEU) überführt.
Mit dem im Jahr 2005 gegründeten Landesinstitut für Schulentwicklung hielten die Qualitätsentwicklung und -sicherung Einzug in das Bildungswesen in Baden-Württemberg, auch als Reaktion auf die PISA-Studien.
2019 wurde das Landesinstitut für Schulentwicklung aufgelöst. Seine Aufgaben gingen in Teilen auf das neu gegründete Institut für Bildungsanalysen Baden-Württemberg (IBBW) und in Teilen auf das neu gegründete Zentrum für Schulqualität und Lehrerbildung (ZSL) über.

## Organisation
Die selbstständige Anstalt des öffentlichen Rechts hatte als Organe den Aufsichtsrat und den Vorstand. Das LS verfügte über vier Fachbereiche, die wiederum in Referate untergliedert waren (Stand: 2014):

### Aufsichtsrat
Aufgaben des Aufsichtsrates waren die Überwachung der Geschäftsführung und die Beratung des Vorstands. Der Aufsichtsrat umfasste fünf Sitze. Vier Mitglieder wurden vom Ministerium für Kultus, Jugend und Sport Baden-Württemberg (KM) sowie ein Mitglied vom Ministerium für Finanzen und Wirtschaft benannt. Die Bestellung erfolgte für fünf Jahre mit der Möglichkeit der Wiederbestellung.
Am 1. Januar 2005 wurde Helmut Rau, damaliger politischer Staatssekretär und späterer Minister im KM, zum ersten Vorsitzenden des Aufsichtsrates gewählt.
Zuletzt war Susanne Eisenmann, damalige Kultusministerin des Landes, Vorsitzende des Aufsichtsrats. Ebenfalls vertreten waren:
- Clemens Benz, Ministerium für Wissenschaft, Forschung und Kunst Baden-Württemberg
- Jörg Krauss, Ministerium für Finanzen Baden-Württemberg
- Dietmar von Hoyningen-Huene, ehemaliger Rektor der Fachhochschule Mannheim
- Ingrid Hamm, Stuttgart

| Zusammensetzung des Aufsichtsrats |                                               |                                              |                                              |                                                                                                |                                                                                                |                                                                                                |                                                                                                |                                                                                                |                                                                                                |              |             |
| Sitz                              | 2005                                          | 2006                                         | 2007                                         | 2008                                                                                           | 2009                                                                                           | 2010                                                                                           | 2011                                                                                           | 2013                                                                                           | 2014                                                                                           |              |             |
| 1.                                | Helmut Rau                                    | Helmut Rau                                   | Helmut Rau                                   | Helmut Rau                                                                                     | Helmut Rau                                                                                     | Bis 12. Mai 2011 Marion Schick                                                                 | Bis 7. Januar 2013 Gabriele Warminski-Leitheußer                                               | Andreas Stoch                                                                                  | Andreas Stoch                                                                                  |              |             |
| 1.                                | ehemalige/r                                   | ehemalige/r                                  | ehemalige/r                                  | ehemalige/r                                                                                    | ehemalige/r                                                                                    | ehemalige/r                                                                                    | ehemalige/r                                                                                    | amtierender                                                                                    | amtierender                                                                                    | amtierender  |             |
| 1.                                | Staatssekretär                                | Minister/in im Kultusministerium             | Minister/in im Kultusministerium             | Minister/in im Kultusministerium                                                               | Minister/in im Kultusministerium                                                               | Minister/in im Kultusministerium                                                               | Minister/in im Kultusministerium                                                               | Minister/in im Kultusministerium                                                               | Minister/in im Kultusministerium                                                               |              |             |
| 2.                                | Rainer Hägele                                 | Bis 15. Juli 2007 Hubert Wicker              |                                              |                                                                                                |                                                                                                |                                                                                                |                                                                                                |                                                                                                |                                                                                                |              |             |
| 2.                                |                                               |                                              | Bis 29. Mai 2011 Gisela Meister-Scheufelen   | Bis 29. Mai 2011 Gisela Meister-Scheufelen                                                     | Bis 29. Mai 2011 Gisela Meister-Scheufelen                                                     | Bis 29. Mai 2011 Gisela Meister-Scheufelen                                                     | Bis 15. April 2014 Wolfgang Leidig                                                             | Bis 15. April 2014 Wolfgang Leidig                                                             | Rolf Schumacher                                                                                |              |             |
| 2.                                | ehemalige/r                                   | ehemalige/r                                  | ehemalige/r                                  | ehemalige/r                                                                                    | ehemalige/r                                                                                    | ehemalige/r                                                                                    | ehemalige/r                                                                                    | ehemalige/r                                                                                    | amtierender                                                                                    | amtierender  | amtierender |
| 2.                                | Ministerialdirektor/in im Finanzministerium   |                                              |                                              |                                                                                                |                                                                                                |                                                                                                |                                                                                                |                                                                                                |                                                                                                |              |             |
| 3.                                | Heribert Knorr                                | Heribert Knorr                               | Heribert Knorr                               | Heribert Knorr                                                                                 | Heribert Knorr                                                                                 | Heribert Knorr                                                                                 | Heribert Knorr                                                                                 | Clemens Benz                                                                                   | Clemens Benz                                                                                   | Clemens Benz |             |
| 3.                                | ehemaliger                                    | ehemaliger                                   | ehemaliger                                   | ehemaliger                                                                                     | ehemaliger                                                                                     | ehemaliger                                                                                     | ehemaliger                                                                                     | amtierender                                                                                    | amtierender                                                                                    |              |             |
| 3.                                | Abteilungsleiter im Wissenschaftsministerium  |                                              |                                              |                                                                                                |                                                                                                |                                                                                                |                                                                                                |                                                                                                |                                                                                                |              |             |
| 4.                                | Dietmar von Hoyningen-Huene                   | Dietmar von Hoyningen-Huene                  | Dietmar von Hoyningen-Huene                  | Dietmar von Hoyningen-Huene                                                                    | Dietmar von Hoyningen-Huene                                                                    | Dietmar von Hoyningen-Huene                                                                    | Dietmar von Hoyningen-Huene                                                                    | Dietmar von Hoyningen-Huene                                                                    | Dietmar von Hoyningen-Huene                                                                    |              |             |
| 4.                                | ehemaliger Rektor der Fachhochschule Mannheim |                                              |                                              |                                                                                                |                                                                                                |                                                                                                |                                                                                                |                                                                                                |                                                                                                |              |             |
| 5.                                | Dorothee Hess-Maier                           | Dorothee Hess-Maier                          | Dorothee Hess-Maier                          | Götz W. Werner                                                                                 | Götz W. Werner                                                                                 | Götz W. Werner                                                                                 | Götz W. Werner                                                                                 | Götz W. Werner                                                                                 | Götz W. Werner                                                                                 |              |             |
| 5.                                | Vorsitzende der Stiftung Ravensburger Verlag  | Vorsitzende der Stiftung Ravensburger Verlag | Vorsitzende der Stiftung Ravensburger Verlag | Ehemaliger Professor des Instituts für Entrepreneurship am Karlsruher Institut für Technologie | Ehemaliger Professor des Instituts für Entrepreneurship am Karlsruher Institut für Technologie | Ehemaliger Professor des Instituts für Entrepreneurship am Karlsruher Institut für Technologie | Ehemaliger Professor des Instituts für Entrepreneurship am Karlsruher Institut für Technologie | Ehemaliger Professor des Instituts für Entrepreneurship am Karlsruher Institut für Technologie | Ehemaliger Professor des Instituts für Entrepreneurship am Karlsruher Institut für Technologie |              |             |

### Vorstand
Der Vorstand vertrat das Landesinstitut für Schulentwicklung. Alle nicht per Gesetz oder Satzung an den Aufsichtsrat zugewiesenen Angelegenheiten fielen in seine Zuständigkeit. Er bestand aus drei Mitgliedern, darunter ein wissenschaftliches Vorstandsmitglied. Der Vorstandsvorsitzende und sein Stellvertreter führten die laufenden Geschäfte. Die Ernennung erfolgte durch das Kultusministerium im Einvernehmen mit dem Aufsichtsrat.
Der Professor als Direktor am Landesinstitut für Schulentwicklung war ein Beamter auf Zeit für fünf Jahre mit der Möglichkeit der Wiederbestellung. Eingestuft war der Direktor in der Besoldungsgruppe B 3, sein Stellvertreter als Professor als der Stellvertretende Direktor am Landesinstitut für Schulentwicklung in der Besoldungsgruppe A 16.
Günter Klein war vom 1. April 2015 bis 28. Februar 2019 Direktor des Landesinstituts für Schulentwicklung. Er war davor Leiter des Staatlichen Schulamts Nürtingen. Zuvor war der promovierte Sozialwissenschaftler von 2000 bis 2006 am Ministerium für Kultus, Jugend und Sport als Referent in der Schulentwicklung tätig. Günter Klein löste damit Suzan Bacher, die seit 2004 Direktorin war und seit August 2014 an das Kultusministerium als Referatsleiterin für das Europareferat abgeordnet ist, ab. Stellvertretender Direktor war Volker Gehlhaar. Ebenfalls im Jahr 2014 ausgeschieden war der erste Wissenschaftliche Vorstand des LS, Matthias Rath.
Wissenschaftlicher Vorstand war vom 15. Oktober 2015 bis 28. Februar 2019 Anne Sliwka, welche an der Universität Heidelberg, Fakultät für Verhaltens- und Empirische Kulturwissenschaft, tätig ist und eine Professur für Erziehungswissenschaft mit dem Schwerpunkt Schulpädagogik am Institut für Bildungswissenschaft innehat.

### Fachbereich 1 (Verwaltung, Koordinierung, Bildungsanalysen)
Dieser Fachbereich war zuständig für Verwaltung, Personal, Haushalt, Organisation (Referat 11), Koordinierung, Öffentlichkeitsarbeit, Publikationen, Beratungsstelle Personalausgabenbudgetierung (Referat 12), Bildungsanalysen, Bildungsberichtserstattung, Koordinierung, Stabsstelle Qualitätsmanagement (Referat 13). Fachbereichsleiter war Volker Gehlhaar.

### Fachbereich 2 (Qualitätsentwicklung und Evaluation)
Der Fachbereich gliedert sich in den Bereich Grundlagen der Qualitätsentwicklung und Evaluation, Servicestelle Selbstevaluation (SEV) (Referat 21), Planung und Durchführung der Fremdevaluation (Referat 22) sowie Qualitätssicherung Fremdevaluation, Servicestelle Fremdevaluation (FEV) (Referat 23). Fachbereichsleiter war Bruno Zoller.

### Fachbereich 3 (Schulentwicklung und empirische Bildungsforschung)
Der Fachbereich bestand aus einem Referat für Empirische Verfahren (Referat 31) sowie dem Referat Elementar- und Primarbereich – Tageseinrichtungen für Kinder und Grundschulen (Referat 32) und dem Referat Sekundarbereich – weiterführende allgemein bildende und berufliche Schulen (Referat 33). Fachbereichsleiter war Andreas Jetter.

### Fachbereich 4 (Bildungsplanarbeit)
Der Fachbereich setzte sich zusammen aus Bildungspläne in allgemein bildenden Schulen (Referat 41), Bildungspläne in beruflichen Teilzeitschulen (Referat 42) sowie Bildungspläne in beruflichen Vollzeitschulen (Referat 43). Fachbereichsleiter war Peter Grotz.

## Direktoren
Nachfolgend eine Auflistung der Direktoren von 1948 bis 2019:
| Name             | Amtszeit (Beginn) | Amtszeit (Ende) | Bezeichnung                                                     | Weitere Funktion                                               |
| ---------------- | ----------------- | --------------- | --------------------------------------------------------------- | -------------------------------------------------------------- |
| Otto Seitzer     | 1948              | 1951            | Leiter der Landesanstalt für Erziehung und Unterricht           |                                                                |
| Wilhelm Schradi  | 1951              | 1968            | Leiter der Landesanstalt für Erziehung und Unterricht           |                                                                |
| Friedrich Dorn   | 1953              | 1970            | Leiter der Landesanstalt für den Physikunterricht               |                                                                |
| Josef Zug        | 1962              | 1970            | Leiter der Landesanstalt für Erziehung und Unterricht           |                                                                |
| Josef Zug        | 1970              | 1973            | Leiter des Instituts für Bildungsplanung und Studieninformation |                                                                |
| Josef A. Mayer   | 1962              | 1970            |                                                                 | Direktor des Staatlichen Instituts für Schulpädagogik Freiburg |
| Josef A. Mayer   | 1974              | 1976            | Leiter des Instituts für Bildungsplanung und Studieninformation |                                                                |
| Heinrich Unruh   | 1977              | 1979            | Leiter der Landesstelle für Erziehung und Unterricht            |                                                                |
| Ernst Oppek      | 1979              | 1992            | Direktor der Landesstelle für Erziehung und Unterricht          |                                                                |
| Wolfgang Stierle | 1992              | 2004            | Direktor des Landesinstituts für Erziehung und Unterricht       |                                                                |
| Suzan Bacher     | 2004              | 2005            | Direktorin des Landesinstituts für Erziehung und Unterricht     |                                                                |
| Suzan Bacher     | 2005              | 2014            | Direktorin des Landesinstituts für Schulentwicklung             |                                                                |
| Günter Klein     | 2015              |                 | Direktor des Landesinstituts für Schulentwicklung               |                                                                |

## Aufgaben
Das LS war eine zentrale Einrichtung für wissenschaftlich-pädagogische Dienstleistungen im Geschäftsbereich des Ministeriums für Kultus, Jugend und Sport Baden-Württemberg mit den Aufgabenfeldern:

### Schulentwicklung und empirische Bildungsforschung
In diesem Aufgabengebiet unterstützte das Institut die inhaltliche, strategische und konzeptionelle Schulentwicklungsarbeit. Dazu wertete es selbsterstellte Diagnosen und Vergleichsarbeiten aus oder führte Modellversuche, wie z. B. die Kooperation zwischen Hauptschule und Realschule in den Jahrgangsstufen 5/6, durch und war als Projektträger tätig, wie bspw. im Programm „Netzwerk Bildungsforschung“.

### Bildungsplanarbeit
Der Bereich der Bildungsplanarbeit umfasste die Entwicklung und das Planen von Bildungsplänen, Bildungsstandards, verschiedenen Lernfeldern und weiteren Festlegungen. Zusätzlich wurden Unterstützungspläne bereitgestellt und die entstandenen Ergebnisse überprüft. Auch erarbeitete das LS Handreichungen und Unterrichtsmaterialien.

### Qualitätsentwicklung und Evaluation
Unter diesem Aufgabenfeld entwickelte das Institut Evaluationskonzepte und organisierte die Fremdevaluation in den Bildungseinrichtungen des Kultusministeriums. Auch führte es bis zum Schuljahr 2017/18 Fremdevaluationen selbst durch, wertete diese aus und informierte die evaluierte Einrichtung und die fachlich zuständigen Stellen der geprüften Institution.

### Bildungsberichterstattung
Für die Bildungsberichtserstattung wertete das Landesinstitut einschlägige Ergebnisse, Daten und Informationen aus und stellte diese in themengebundenen Berichten dar. Dafür arbeitete es mit wissenschaftlichen Einrichtungen zusammen.

### Landesbildungsserver Baden-Württemberg
Der Landesbildungsserver wurde im Rahmen der Medienoffensive im Auftrag des Ministeriums für Kultus, Jugend und Sport im Jahr 1998 entwickelt. Das Landesinstitut für Schulentwicklung betreute den Landesbildungsserver Baden-Württemberg bis zum 28. Februar 2019. Seit dem 1. März 2019 liegt der Landesbildungsserver Baden-Württemberg in der Verantwortung des Instituts für Bildungsanalysen Baden-Württemberg (IBBW). Mit dieser Plattform sollen die Prozesse der Schul- und Qualitätsentwicklung unterstützt und die Motivation der Lehrer, moderne digitale Medien einzusetzen, gesteigert werden.

## Finanzierung
Zur Deckung der Ausgaben erhielt die staatliche Einrichtung einen Zuschuss über den Staatshaushaltsplan.